# Pseudoamblyteles urticae
Pseudoamblyteles urticae là một loài tò vò trong họ Ichneumonidae.